# Vincent Banic
Vincent Banic (* 9. Juni 1988 in Duffel, Belgien) ist ein niederländischer Schauspieler.

## Leben und Wirken
Er verkörperte in der niederländischen Ausgabe von Das Haus Anubis, Het Huis Anubis den Mick Zeelenberg. Er hat zwei Schwestern und sein Vater kommt ursprünglich aus Kroatien.
Schon immer wollte er Schauspieler werden, somit kam er zu einem Casting für Het Huis Anubis. Er spielt gerne Basketball und betreibt Wakeboarden.

## Filmografie
- 2006–2009: Het Huis Anubis (Fernsehserie, 391 Folgen)
- 2008: Anubis en het pad der 7 zonden
- 2009: Anubis en de wraak van Arghus
- 2019–2023: #LikeMe (Fernsehserie, 27 Folgen)
- 2016–2024: Familie (Fernsehserie, 1270 Folgen)